# Gazi Husrev-begova mošeja
Gazi Husrev-begova mošeja (bosansko Gazi Husrev-begova džamija/turško Gazi Hüsrev bey camii) je mošeja v Sarajevu v Bosni in Hercegovini. Zgrajena v 16. stoletju, je največja zgodovinska mošeja v Bosni in Hercegovini in ena najbolj reprezentativnih osmanskih struktur na Balkanu. Ker je bila osrednja sarajevska džamija že za časa svoje gradnje, danes služi tudi kot glavna mošeja Islamske skupnosti Bosne in Hercegovine. Nahaja se v soseski Baščaršija v občini Stari Grad in jo kot enega glavnih arhitekturnih spomenikov v mestu turisti redno obiskujejo.

## Zgodovina
Gazi Husrev-begova mošeja je bila zgrajena leta 1530 kot osrednji objekt Begove obdaritve, obsegala je tudi maktab in medreso (islamska osnovna in srednja šola), bezistan (obokano tržnico), hamam (javno kopališče) itd. Da je tedanji osmanski guverner Bosne ustanovil ta vakuf, je pomenilo ključni trenutek v razvoju mesta. Ime arhitekta ni znano, toda po nekaterih razmislekih, med drugim tudi slavnega Mimarja Sinana, se je večina učenjakov strinjala, da je Acem Esir Ali Alaüddin, osmanski mimar perzijskih prednikov, najverjetneje njen graditelj. Zgodovinski dokumenti pričajo, da so pri zidanju sodelovali dubrovniški zidarji, ki jih je od njih vlade zahteval Gazi Husrev-beg.
Gazi Husrev-begova mošeja je bila prva mošeja na svetu, ki je leta 1898 v času Avstro-Ogrske dobila elektriko in električno razsvetljavo.

## Arhitektura
Mošeja spada med razvejane, večkupolne mošeje in je primer za zgodnje obdobje klasične otomanske arhitekture (včasih imenovano zgodnji istanbulski slog). Osrednji pravokotni prostor, uokvirjen z visokimi stenami in prekrit s kupolo, ki leži na pendetivih, predstavlja hrbtenico konstrukcije, spodnji prizidki pa se nanjo naslanjajo in širijo prostornino notranjega prostora. Mošeja je na strani kible razširjena s pravokotnim prostorom, ki ga pokriva polkupola, naslonjena na dve visoko razviti mukarna strukturi. Delujeta kot obesi in zmanjšujeta pravokotni obris tal v višini polkupole na skoraj polkrožno obliko. Na tem delu mošeje so osrednji arhitekturni elementi z verskimi nameni: mihrab, minbar in kursi, odprti z ogromnim lokom v osrednji prostor predstavljajo osrednjo točko mošeje. Dva manjša prostora, imenovana tetime, je videti na levi in desni strani osrednjega prostora, na najdaljši oddaljenosti od Kible. Pokrita sta z dvema spodnjima kupolama, ki počivata na obeskih.
Zunanjost prevladuje glavna kupola, na vrhu pa le preprost, a hkrati monumentalen minaret. Vhodna stran je označena s portikom na štirih širokih stebrih, ki ga pokrivajo majhne kupole, le srednja nad portalom je nekoliko večja, sloni na pendetivih, ki jih zaljšajo mukarne, v nasprotju z ostalimi na enostavnih pendetivih s preprosto površino. Monumentalni portal je bogato okrašen z mukarnami, pa tudi s kapitli stolpcev.
V svoji zapuščini je zapisal: "Dobra dela odganjajo zlo in eno najbolj vrednih dobrih dejanj je dobrodelnost, in najbolj vredna dobrodelnost pa traja večno. Med vsemi dobrodelnimi dejanji je najlepše tisto, ki se nenehno obnavlja. " 

### Uničenje in obnova
Med obleganjem Sarajeva so srbske sile namerno merile na številna središča mestne kulture, kot so muzeji, knjižnice in mošeje, in so jih pogosto obstreljevale. Kot največja in najbolj znana in očitna tarča je bila Begova mošeja.
Obnova mošeje se je po občutnem uničenju začela s tujo pomočjo takoj po vojni leta 1996. Odstranili so staro in zbledelo plast avstro-ogrske dekoracije in ker ostankov starejših zgodovinskih plasti dekorativnega slikarstva ni bilo najti, je bosanski kaligraf Hazim Numanagić leta 2001/2002 zasnoval in ustvaril popolnoma novo notranjo podobo. Avstro-ogrska dekoracija, večinoma v psevdo-mavrskem slogu, je danes videti le še na portalu mošeje.

## Galerija
- Mošeja leta 1900
- Vhod
- Vzhodna stran mošeje
- Pogled s tržnice
- Vodnjak na dvorišču mošeje
- Gazi Husrev-begova mošeja
- Klic k molitvi od blizu
- notranja kupola
- notranjost Gazi Husrev-begove mošeje